# Hogna gumia
Hogna gumia là một loài nhện trong họ Lycosidae.
Loài này thuộc chi Hogna. Hogna gumia được Alexander Petrunkevitch miêu tả năm 1911.